# ロサンゼルス・コンベンション・センター
ロサンゼルス・コンベンション・センター（Los Angeles Convention Center）はロサンゼルスの中心部にある展示場兼会議場。

## 概要
1971年に完成。毎年ロサンゼルスオートショー、2008年から2011年にはAnime Expoが開催されている。かつてはE3が開催されていた。
1993年には拡張したものの、1997年にステイプルズ・センターの工事のため一部を取り壊した。
2009年以降（2014年現在も継続中）、7月上旬にアニメ・エキスポの開催施設となり、日本からのゲストが多数参加するようになった結果、国内の知名度が向上した。
2010年、2011年、2012年にはグラミー賞の授賞式会場となった（詳細は、それぞれ第52回グラミー賞、第53回グラミー賞、第54回グラミー賞を参照のこと）。
2011年AEGが10億ドルをかけて建設予定のファーマーズ・フィールドの建設が計画されており、完成すればNCAAファイナルフォーやNFLの試合会場として使用するため、コンベンション・センターの規模が縮小される懸念があったが、計画は中止された。